# La bachata
«La bachata» es una canción del cantante colombiano Manuel Turizo. Fue publicada el 26 de mayo de 2022 a través de Sony Music Latin y La Industria, Inc. como el tercer sencillo de su tercer álbum de estudio 2000. La canción logró ingresar a las principales listas de éxitos musicales de múltiples países de América Latina y logró ganar popularidad a partir de su viralización en TikTok.

## Composición
La canción fue escrita por Turizo en conjunto con Edgar Barrera, Andrés Jael Correa, Juan Diego Medina y Miguel Andrés Martínez. La letra está orientada hacia el romanticismo, cuya historia pretende contar sobre el desamor y la pérdida de un gran amor. La idea de incursionar en el género de la bachata fue por parte de Turizo, quién afirmó que desde una infancia temprana escuchaba este tipo de ritmo en su casa y que lo quería incluir en su nuevo material discográfico como una forma de explorar nuevos sonidos y no encasillarse en un solo estilo musical. En relación con esto, Turizo manifestó:

«Quería probar algo distinto en la música y en mi carrera. No quería descuidar, mantenerme en un ritmo fresco, pero quería una propuesta diferente. Esta bachata es algo nuevo, pero no ajeno para mí».
Manuel Turizo

## Recepción

### Comentarios de la crítica
En julio del 2022, según un informe realizado por la revista estadounidense Billboard, el sencillo fue nombrado como una de las 23 mejores canciones latinas del primer semestre del año 2022, resaltando que «Turizo ofrece una pista de bachata cautivadora con un toque de ritmos urbanos y melodías de cuerdas llorosas a la Aventura en la década de 2000».

### Desempeño comercial
La canción debutó en el puesto número 19 del conteo Latin Airplay elaborado por la revista Billboard. Además, logró posicionarse en el puesto número 1 de las emisoras de radio de música tropical de países como Colombia y Ecuador. El sencillo recibió la certificación de disco de oro en España, lo cual equivale a 60.000 copias vendidas de la canción en ese territorio. Asimismo, «La bachata» escaló a la posición número 1 de la lista Tropical Airplay de Billboard.

## Premios y nominaciones
| Año  | Premiación                            | Categoría                           | Resultado | Ref.          |
| ---- | ------------------------------------- | ----------------------------------- | --------- | ------------- |
| 2022 | Los 40 Music Awards                   | Mejor canción                       | Ganador   | [ 10 ]        |
| 2022 | Premios Quiero                        | Video del año                       | Ganador   | [ 11 ]        |
| 2022 | Premios Quiero                        | Mejor video melódico                | Ganador   | [ 11 ]        |
| 2023 | Premios Latin American Music          | Canción del año                     | Nominado  | [ 12 ] [ 13 ] |
| 2023 | Premios Latin American Music          | Mejor canción tropical              | Ganador   | [ 12 ] [ 13 ] |
| 2023 | Premios Odeón                         | Mejor canción latina                | Ganador   | [ 14 ]        |
| 2023 | Premios Heat Latin Music              | Canción del año                     | Nominado  | [ 15 ]        |
| 2023 | Premios Tu Música Urbano              | Canción del año                     | Nominado  | [ 16 ]        |
| 2023 | Premios Nuestra Tierra                | Canción del año                     | Ganador   | [ 17 ]        |
| 2023 | Premios ASCAP                         | Canciones más populares             | Ganador   | [ 18 ]        |
| 2023 | Premios SESAC Latina                  | Canciones ganadores                 | Ganador   | [ 19 ]        |
| 2023 | Premios Juventud                      | Tropical hit                        | Ganador   | [ 20 ]        |
| 2023 | Premios Rolling Stone en Español      | Canción del año                     | Nominado  | [ 21 ]        |
| 2023 | BreakTudo Awards                      | Hit latino                          | Nominado  | [ 22 ]        |
| 2023 | Premios Billboard de la Música Latina | Canción latina del año – Global 200 | Ganador   | [ 23 ]        |
| 2023 | Premios Billboard de la Música Latina | Canción del año – Latin Airplay     | Ganador   | [ 23 ]        |
| 2023 | Premios Billboard de la Música Latina | Canción tropical del año            | Ganador   | [ 23 ]        |
| 2023 | Premios BAMV Fest                     | Video urbano                        | Nominado  | [ 24 ]        |

## Video musical
El videoclip fue dirigido por Dave en la ciudad de Miami y la producción del mismo estuvo a cargo Wildhouse Pictures. El vídeo inicia con Turizo recostado en un vehículo todoterreno en el medio de un campo desolado y a la vez se intercalan imágenes de la niñez del artista, mostrando elementos característicos de la década de los 90 como los CD, un discman y audífonos.

## Presentaciones en vivo
El 23 de junio de 2022, Turizo interpretó por primera vez la canción en vivo durante la ceremonia de los Premios Tu Música Urbano en Puerto Rico. El 10 de julio de ese año, Turizo cantó el sencillo en el escenario de los MTV Millennial Awards en la Ciudad de México.

## Posicionamiento en las listas

### Semanales
| Listas (2022-2023)                    | Mejor posición |
| ------------------------------------- | -------------- |
| Argentina (Monitor Latino)            | 1              |
| Argentina Hot 100 (Billboard)         | 1              |
| Billboard Hot 100                     | 67             |
| Bolivia (Monitor Latino)              | 3              |
| Bolivia Songs (Billboard)             | 1              |
| Bubbling Under Hot 100 (Billboard)    | 24             |
| Chile (Monitor Latino)                | 2              |
| Chile Songs (Billboard)               | 2              |
| Colombia (Monitor Latino)             | 1              |
| Colombia Songs (Billboard)            | 2              |
| Colombia Streaming (Promúsica)        | 6              |
| Costa Rica (Monitor Latino)           | 1              |
| Costa Rica Streaming (FONOTICA)       | 2              |
| Ecuador (Monitor Latino)              | 1              |
| Ecuador Songs (Billboard)             | 1              |
| El Salvador (ASAP EGC)                | 2              |
| El Salvador (Monitor Latino)          | 1              |
| España (PROMUSICAE)                   | 1              |
| Global 200 (Billboard)                | 6              |
| Global 200 Excl. US (Billboard)       | 3              |
| Guatemala (Monitor Latino)            | 1              |
| Honduras (Monitor Latino)             | 3              |
| Italia (FIMI)                         | 68             |
| Hot Latin Songs (Billboard)           | 5              |
| Latin Airplay (Billboard)             | 1              |
| Latin Digital Songs (Billboard)       | 5              |
| Latin Streaming Songs (Billboard)     | 7              |
| México (Monitor Latino)               | 1              |
| Mexico Airplay (Billboard)            | 1              |
| Mexico Espanol Airplay (Billboard)    | 1              |
| Mexico Songs (Billboard)              | 2              |
| Nicaragua (Monitor Latino)            | 3              |
| Panamá (Monitor Latino)               | 4              |
| Panamá (Produce)                      | 4              |
| Paraguay (Monitor Latino)             | 1              |
| Perú (Monitor Latino)                 | 1              |
| Peru Songs (Billboard)                | 1              |
| Portugal (AFP)                        | 5              |
| Puerto Rico (Monitor Latino)          | 2              |
| República Dominicana (Monitor Latino) | 2              |
| República Dominicana (Sodinpro)       | 14             |
| Suiza (Schweizer Hitparade)           | 23             |
| Tropical Airplay (Billboard)          | 1              |
| Uruguay (Monitor Latino)              | 1              |
| Venezuela (Monitor Latino)            | 20             |
| Venezuela (Record Report)             | 39             |

### Mensuales
| Listas (2022)  | Mejor posición |
| -------------- | -------------- |
| Paraguay (SGP) | 1              |
| Uruguay (CUD)  | 2              |

## Certificaciones
| País           | Organismo certificador | Certificación          | Ventas certificadas | Simbolización | Ref.   |
| -------------- | ---------------------- | ---------------------- | ------------------- | ------------- | ------ |
| Brasil         | PMB                    | 2× Platino             | 80 000              | ▲             | [ 77 ] |
| Canadá         | Music Canada           | Platino                | 80 000              | ▲             | [ 78 ] |
| Centroamérica  | CFC                    | 3× Platino             | 21 000 000          | ▲             | [ 79 ] |
| Chile          | PROFOVI                | Diamante               | 21 993 535          | ✦             | [ 80 ] |
| Colombia       | ACINPRO                | Diamante+2× Platino    | 240 000             | ✦             | [ 81 ] |
| España         | PROMUSICAE             | 16× Platino            | 960 000             | ▲             | [ 46 ] |
| Estados Unidos | RIAA                   | 22× Platino            | 1 320 000           | ▲             | [ 82 ] |
| Italia         | FIMI                   | 2× Platino             | 200 000             | ▲             | [ 83 ] |
| México         | AMPROFON               | Diamante+3×Platino+Oro | 1 190 000           | ✦             | [ 84 ] |
| Perú           | UNIMPRO                | Diamante+3× Platino    | 260 000             | ✦             | [ 85 ] |
| Portugal       | AFP                    | 4× Platino             | 40 000              | ▲             | [ 86 ] |
| Suiza          | IFPI                   | Platino                | 20 000              | ▲             | [ 87 ] |

## Historial de lanzamientos
| Región | Fecha              | Formato(s)                 | Discográfica                      | Ref.   |
| ------ | ------------------ | -------------------------- | --------------------------------- | ------ |
| Varios | 26 de mayo de 2022 | Descarga digital streaming | Sony Music Latin La Industria Inc | [ 88 ] |